# Gustav
Gustav eller Gustaf er et drengenavn.
Personer med navnet:
- Prins Gustav – flere prinser
- Arveprins Gustav Adolf af Sverige (1906-1947) – prins af Sverige

- Carl Gustav Jung (1875–1961) – en schweizisk psykiater
- Gaspard-Gustave Coriolis (1792–1843) – fransk videnskabsmand
- Gustaf Dalén (1869–1937) – en svensk opfinder, grundlægger af AGA.
- Gustaf Fröding (1860-1911) – en svensk digter.
- Gustaf Horn (1592-1657) – en svensk greve og soldat
- Gustaf Skarsgård (født 1980) – en svensk skuespiller
- Gustav Bauer (1870–1944) – var en tysk politiker
- Gustave Eiffel (1832–1923) – fransk ingeniør og arkitekt
- Gustave Flaubert (1821–1880) – en fransk forfatter.
- Gustave Moreau (1826–1898) – en fransk maler.
- Gustav Heinemann (1899–1976) – en tysk jurist, politiker og forbundspræsident
- Gustav Holst (1874–1934) – en engelsk komponist.
- Gustáv Husák (1913–1991) – slovakisk politiker, præsident i Tjekkoslovakiet
- Gustav Jäger (zoolog) – (1832–1917) – en tysk zoolog og læge
- Gustav Klimt – (1862–1918) – en østrigsk maler
- Gustav Larsson – (født 1980) – en svensk professionel landevejscykelrytter.
- Gustav Lorentzen (1947–2010) – en norsk musiker, komiker, forfatter og programleder.
- Gustav Ludwig Hertz – (1887–1975) – en tysk fysiker.
- Gustav Mahler (1860–1911) – en Østrigsk komponist og dirigent.
- Gustav Meyrink (1868–1932) – pseudonym for Gustav Meyer, en tysk forfatter.
- Gustav Robert Kirchhoff (1824–1887) – en tysk fysiker,
- Gustav Schäfer (født 1988) – trommeslager i gruppen Tokio Hotel.
- Gustavs Zemgals (1871–1939) – en lettisk advokat, politiker og den anden lettiske præsident.
- Gustav Vigeland (1869–1943) – en norsk billedhugger og træskærer,
- Paul Gustave Doré (1832–1883) – en fransk kunstner, gravør og illustrator.

Konger af Sverige
- Gustav Vasa (ca. 1496–1560) – konge af Sverige 1523–1560.
- Gustav 2. Adolf af Sverige (1594–1632) – Konge af Sverige 1611-1632.
- Gustav 3. af Sverige (1746–1792) – konge af Sverige fra 1771 til 1792.
- Gustav 4. Adolf af Sverige (1778–1837) – konge af Sverige 1792-1809.
- Gustav 5. af Sverige (1858–1950) – konge af Sverige fra 1907 til 1950.
- Gustav 6. Adolf af Sverige (1882 – 15. september 1973) – konge af Sverige 1950 til 1973.
- Karl 10. Gustav af Sverige (1622-13. februar 1660) – konge af Sverige 1654-1660.
- Carl 16. Gustav af Sverige (født 1946) – konge af Sverige

Se også
- Gustavia – hovedstad og eneste by på Øen Saint-Barthélemy